# Regimentul I de Graniță de la Orlat, Lista Ofițerilor Români
:Acest articol dezvoltă o secțiune Ofițerii români ai regimentului a articolului principal, Regimentul I de Graniță de la Orlat.

Colonelul David Urs baron de Mărgineni
Căpitanul Constantin Stezar
Căpitanul Dionisie Drăgoiu
Căpitanul Stanciu Şandru Vasile

| Nume Românesc                   | Nume din documente                    | Grad militar | Companii                     | Origine                                       | CAFS | Eforii școlare |
| ------------------------------- | ------------------------------------- | --- | ---------------------------- | --------------------------------------------- | ---- | -------------- |
| Apostel(Apostol) Constantin     | Apostel Constantin                    | locotenent-major |                              |                                               |      |                |
| Armeanca Iosif                  | Armanka Josef                         | Stegar |                              |                                               |      |                |
| Aron Francisc de Bistra         | Aron de Bistra Franz                  | maior |                              | Bistra, nepot al episcopului Petru Pavel Aron |      |                |
| Aron Ioan de Bistra             | Aron de Bistra Johan                  | căpitan |                              | Bistra, nepot al episcopului Petru Pavel Aron |      |                |
| Balea Anton                     | Ballia sau Balia Anton                | sublocotenent |                              |                                               |      |                |
| Barbu Ștefan                    | Barb Stephan                          | stegar |                              |                                               |      |                |
| Bariț Iosif                     | Baritz Joseph                         | căpitan | a XI-a                       |                                               |      |                |
| Băiaș Nicolae senior            | Bajas Nikolaus sen.                   | sublocotenet |                              | Hațeg                                         |      |                |
| Băiaș Nicolae junior            | Bajas Nikolaus jun.                   | sublocotenet |                              |                                               |      |                |
| Bârsan (Dănilă) Daniel          | Bourszan sau Bourzan Daniel           | sublocotenet | a VIII-a                     | Jina                                          |      |                |
| Bohanciu Iosif                  | Bohatsch Joseph                       | locotenent-colonel |                              |                                               |      |                |
| Boieru Bucur                    | Bojer Bukur                           | locotenent-major |                              | Ohaba                                         |      | x              |
| Borgovan David                  | Borgovan David                        | locotenent-major |                              | Leșu                                          |      |                |
| Brad (Iovian)Ioan               | Bradt Johann                          | căpitan |                              | Orlat                                         | x    |                |
| Caliani (Căianu)Avram           | Kalljani Abraham                      | Căpitan | a IV-a a VI-a                | Vad                                           |      |                |
| Catariga Petru                  | Kattaroga Peter                       | sublocotenent |                              |                                               |      |                |
| Cazan Nicolae                   | Kazan Nikolaus                        | stegar |                              |                                               |      |                |
| Cârje Nicolae                   | Kirsze Nikolaus                       | locotenent-major | a VIII-a                     | Viștea de Jos                                 | x    |                |
| Chilian                         | Kylyan                                | sublocotenet |                              |                                               |      |                |
| Chilian Anton                   | Killian Anton                         | medic șef |                              |                                               |      |                |
| Chicoș Andrei                   | Csikos sau Czikos Andreas             | maior | a XI-a                       |                                               |      |                |
| Chicoș Ștefan                   | Csikos Stephan                        | locotenent-colonel | a VIII-a                     |                                               |      |                |
| Ciolacu (Ciulacu)Ignat          | Csolak, Csollak sau Csulak Ignaz      | sublocotenent |                              |                                               |      |                |
| Clătici Ioan                    | Klatits Johann                        | sublocotenent |                              |                                               |      |                |
| Clococean Iosif                 | Klokocsna sau Klococzan Joseph        | maior | a VII-a                      |                                               |      |                |
| Clococean Ludovic               | Klokocsan Ludwig                      | locotenent-colonel |                              | Veneția de Jos                                |      |                |
| Cocoș Nicolae                   | Kokos Nikolaus                        | căpitan-locotenent |                              |                                               |      |                |
| Conț Gheorghe de Cărpeniș       | Kontz de Gyrtyanos Georg              | căpitan | a IX-a                       |                                               |      |                |
| Cornea Iosif de Băiești         | Kornia sau Kornya de Bajesd Joseph    | sublocotenent |                              |                                               |      |                |
| Corneliu Dionisie               | Cornelli sau Korneti Dionysius        | preot militar |                              |                                               |      |                |
| Cozgărea Gheorghe               | Cozgarea Georg                        | sublocotenent | a VI-a                       | Vad                                           |      |                |
| Cristea (Tănase)Atanasie        | Kristia sau Kristic Athanase          | locotenent-major |                              |                                               |      |                |
| Crâșmăniciu Ștefan              | Krismanich Stephan                    | locotenent-major |                              |                                               |      |                |
| Cutean                          | Kyutan                                | căpitan-locotenent |                              |                                               |      |                |
| Cutean Ioan Mihai               | Kyutan Johann Michael                 | locotenent-colonel | I-a                          | Cugir                                         |      |                |
| Danciu Dumitru                  | Dantsch sau Danch Demeter             | sublocotenent |                              |                                               |      |                |
| Deac Ștefan                     | Deak Stephan                          | căpitan-locotenent |                              |                                               |      |                |
| Dobrin Ioan                     | Dobrin Johann                         | sublocotenent | a IX-a a X-a                 |                                               |      |                |
| Dobrin Nicolae                  | Dobrin Nikolaus                       | locotenent-major | a X-a                        |                                               |      |                |
| Dragotă Ioan                    | Dragotta Johann                       | sublocotenent |                              |                                               |      |                |
| Drăghici Ștefan                 | Dragich Stephan                       | stegar |                              |                                               |      |                |
| Drăgoi Dionisie                 | Dragoy sau Dregoy Dionys              | căpitan | a VII-a a VIII-a a X-a       | Racovița                                      | x    | x              |
| Halmaghi Alexandru              | Halgamgy Alexander                    | sublocotenent | a VII-a                      | Scoreiu                                       | x    |                |
| Iacob (Antonie)Anton            | Jacob Anton                           | locotenent-major |                              |                                               |      |                |
| Igna Ioan                       | Igna Juan                             | capelan, procuror militar |                              |                                               |      |                |
| Itu Anton de Sălașul de Sus     | Ittul de Felso-Szallaspataka Anton    | a IX-a |                              |                                               |      |                |
| Itu Cezar de Sălașul de Sus     | Ittul de Felso-Szallaspataka Casar    | sublocotenent | a XII-a                      |                                               |      |                |
| Itu Manase                      | Ittul Manasse                         | stegar |                              | Sebeș                                         |      |                |
| Itu Mihai                       | Ittul Michael                         | maior | a VIII-a I-a a X-a           |                                               |      |                |
| Langa Augustin                  | Langa August                          | sublocotenent |                              |                                               |      |                |
| Lăcătuș Damaschin               | Lakatos Peter                         | sublocotenent |                              |                                               |      |                |
| Lup Petru                       | Lupp Peter                            | locotenent-major |                              |                                               |      |                |
| Lupșor Ioan                     | Lupsor Juon                           | sublocotenent |                              |                                               |      |                |
| Maxim Ioan                      | Maxim Johan                           | sublocotenent | a VII-a                      | Racovița                                      |      |                |
| Mămulea Simion                  | Mamula Simion                         | căpitan |                              |                                               |      |                |
| Mărginean Constantin            | Marginian Constantin                  | locotenent-major |                              |                                               |      |                |
| Mărginean (Irimie)Ieremia       | Marginian Jeremias                    | căpitan | a IX-a                       | Veștem                                        | x    | x              |
| Mânzat Albert                   | Munzath Albert sau Adalbert           | locotenent-major | a XII-a                      |                                               |      |                |
| Mânzat (August)Gustav           | Munzath August sau Gustav             | căpitan |                              | Mijlocenii Bârgăului                          |      |                |
| Mânzat Ioan                     | Munzath Johann                        | căpitan, contabil șef |                              | Mijlocenii Bârgăului                          |      |                |
| Mohan Nicolae                   | Mohann Nikolaus                       | sublocotenent |                              |                                               |      |                |
| Moldovan (Ladislau)Ioan         | Moldovan Ladislaus sau Johann         | căpitan-locotenent |                              |                                               |      |                |
| Morar Iosif                     | Morara Joseph                         | locotenent-major |                              |                                               |      |                |
| Morar Ladislau                  | Morar Ladislaus                       | sublocotenent |                              |                                               |      |                |
| Muntean Nicolae                 | Muntian sau Muntyan Nikolaus          | căpitan-locotenent |                              |                                               |      |                |
| Murgu Petru                     | Murgu Peter                           | sublocotenent |                              |                                               |      |                |
| Neagoie Andrei de Viștea de Jos | Nyagoi de Also Visti Andreas          | căpitan |                              | Viștea de Jos                                 |      |                |
| Nescoi Ferdinand                | Neskoi Ferdinand                      | sublocotenent |                              |                                               |      |                |
| Nemeș Gheorghe                  | Nemes Georg                           | stegar |                              |                                               |      |                |
| Novac Alexandru de Hunedoara    | Noak de Hunyad Alexius                | sublocotenent |                              |                                               |      |                |
| Novac Ioan de Hunedoara         | Noak de Hunyad Johann                 | maior |                              |                                               | x    | x              |
| Novac Mihai de Hunedoara        | Novak sau Noak de Hunyad Michael      | maior |                              |                                               |      |                |
| Paicu Simion                    | Paich Simion                          | sublocotenent |                              |                                               |      |                |
| Palotă (Victor) Vicențiu        | Pallotha Victor sau Vinzenz           | sublocotenent, contabil șef |                              |                                               |      |                |
| Paul Alexandru                  | Paul Alexander                        | căpitan |                              |                                               |      |                |
| Păsărar Ioan                    | Passerar Johann                       | sublocotenent |                              | Vad                                           |      |                |
| Păsărar (Samoilă)Samuel         | Passerar Samuel                       | sublocotenent | a IX-a                       |                                               |      | x              |
| Pop (Anchedim)Andrei            | Popp Anchedim sau Andreas             | preot militar grec |                              |                                               |      |                |
| Pop Daniel                      | Popp Daniel                           | adjutant |                              |                                               |      |                |
| Pop Gheorghe                    | Popp Geog                             | stegar |                              |                                               |      |                |
| Pop Gheorghe                    | Popp Georg                            | sublocotenent | a XII-a a XI-a               |                                               |      |                |
| Pop Iacob                       | Popp Jakob                            | sublocotenent | a VII-a a III-a              | Orlat                                         |      |                |
| Pop Ignat                       | Popp Ignaz                            | sublocotenent |                              |                                               |      |                |
| Pop Ioan                        | Popp sau Papp Johann                  | căpitan |                              |                                               |      |                |
| Pop Iosif                       | Popp Josef                            | căpitan | a IX-a a XII-a               |                                               |      |                |
|                                 |                                       | Absolvent al școlilor năsăudene, este capturat și luat prizonier în urma luptelor contra francezilor din anul 1805 și 1809. Dacă prima oară reușește să evadeze, a doua oară este deportat în Rusia și torturat. Pentru faptele sale de vitejie, împăratul i-a acordat o primă de 500 de guldeni și a fost felicitat în ziarul vienez "Wiener-Zeitung" nr.97 din 5/decembrie/1810. A activat în cadrul Companiei a IX-a în care a avansat de la gradul de stegar până la cel de locotenent-major în anul 1828. Moare în anul 1831 la sediul Companiei a XII-a de la Țânțari, cu grad de căpitan. |                              |                                               |      |                |
| Pop Mihai                       | Popp sau Papp Michael                 | locotenent-major | a XIV-a                      |                                               |      |                |
| Popa Gheorghe                   | Poppa Georg                           | căpitan |                              |                                               |      |                |
| Popa Simion                     | Poppa Simon                           | sublocotenent |                              |                                               |      |                |
| Poparadu (Mihăilă)Mihai         | Popparadu Michael                     | căpitan | a IX-a                       | Pojorta                                       | x    | x              |
|                                 |                                       | Plutonier fiind în 1849, s-a evidențiat în luptele din Transilvania, la atacul de la Alma Vii, conduse de Chicoș Ștefan. A fost decorat cu "Medalia pentru Vitejie", argint, clasa I în 28 august 1849. A fost militant fervent al "Școlilor grănițerești" și a participat în 1861 și 1863 la Conferințele regimentului de la Sibiu ca delegat al Companiei a IX-a. |                              |                                               |      |                |
| Popescu Teodor                  | Popesk Theodor                        | stegar |                              |                                               |      |                |
| Poplăcean Ioan                  | Popletsan sau Poplatzan Johann        | căpitan | a VII-a                      |                                               |      |                |
| Popovici Simion                 | Popovich sau Poppovich Simon          | căpitan |                              |                                               |      |                |
| Poșa Matei                      | Poscha Mathias                        | locotenent-major |                              |                                               |      |                |
| Pribeagu Matei                  | Prebeg Mathias                        | sublocotenent |                              |                                               |      |                |
| Pui (Mihăilă)Mihai              | Puy sau Pujj Michael                  | căpitan |                              | Maier                                         |      |                |
| Rachieru Grigore                | Rakier Gregor                         | sublocotenent |                              |                                               |      |                |
| Raglan Filimon                  | Raglan Philimon                       | căpitan |                              |                                               |      |                |
| Raglan Ioan                     | Raglan Johann                         | sublocotenent | a VIII-a                     |                                               |      |                |
| Raț Ioan                        | Ratz Johann                           | locotenent-major |                              | Arpașu de Jos                                 |      |                |
| Raț Simion                      | Ratz Simon                            | locotenent-major |                              |                                               |      |                |
| Receanu (Recianos)Ioan          | Retsjanos Johann                      | sublocotenent |                              | Vaida-Recea                                   |      |                |
| Receanu (Recianos)Navin         | Retsjans Navin sau Navie              | sublocotenent | a IX-a                       |                                               |      |                |
| Remeli (Remeti)Nicolae          | Remeli Nikolaus                       | căpitan |                              |                                               |      |                |
| Riposa (Nestor)Nicolae          | Riposan Nestor sau Reposchan Nikolaus | căpitan | a V-a                        |                                               |      |                |
| Roman Ludovic                   | Roman Ludwig                          | căpitan | a X-a a XII-a                | Ohaba                                         |      |                |
| Ruja Petru                      | Ruscha Peter                          | sublocotenent |                              |                                               |      |                |
| Runcan Ioan                     | Runkan Johann                         | căpitan | a X-a                        | Budacul Român                                 |      |                |
| Spiridon Zevedeu                | Sipridon Zevedy                       | stegar |                              |                                               |      |                |
| Stanciu Șandru Vasile           | Stantsu Sandor Basil                  | căpitan | a VIII-a a VII-a             | Viștea de Jos                                 | x    | x              |
|                                 |                                       | (n. 02/02/1821, Viștea de Jos - d. 12/10/1899, Viștea de Jos) A activat în cadrul Companiei a VIII-a în perioada 1845-1847. În 1850 devine comandantul Companiei a VII-a și activează în cadrul Regimentului nr.46 după desființarea regimentului de la Orlat. Participă la Conferința de la Sibiu în zilele de 22 și 24 aprilie 1863, având predicatul "de Visti", ca reprezentant al Companiei a VIII-a. Participă ca membru la ședințe CAFS fiind efor al școlii grănicerești din Viștea de Jos. A fost militant activ în coordonarea "Școlilor grănicerești" începând din 1871 fiind membru CAFS între anii 1871-1880 și a supervizat construirea școlii din Viștea de Jos în perioada 1878-1879. A fost membru ales în comitetul de conducere al băncii "Furnica" din Făgăraș. |                              |                                               |      |                |
| Stanislav Avram                 | Stanislav Abraham                     | locotenent-major |                              |                                               |      |                |
| Stanislav Teodor                | Stanislav sau Stanisalw Theodor       | căpitan |                              |                                               | x    | x              |
| Stezar (Stejar)Constantin       | Stezar Constantin                     | căpitan | a IV-a a V-a                 | Jina                                          | x    | x              |
| Stoia Ifron                     | Stoja Jefron                          | sublocotenent | a VI-a                       |                                               | x    | x              |
| Stoian Gheorghe                 | Stojan Georg                          | sublocotenent |                              |                                               |      |                |
| Stoica Petru                    | Stoika Peter                          | sublocotenent |                              |                                               |      |                |
| Străulea Dumitru                | Streoulia Demeter                     | locotenent-major | a VIII-a                     | Jina                                          |      | x              |
|                                 |                                       | Străulea Dumitru, locotenent-major în cadrul regimentului orlățean. Originar din Jina, a fost comandantul Companiei a VIII-a de la Viștea de Jos și a participat activ la evenimentele din decembrie 1848 de la Bod. La sfârșitul carierei a fost președintele Eforiei școlare din Jina. A murit la vârsta de 60 de ani, în aprilie 1872, fiind înmormântat în cimitirul vechii biserici ortodoxe(azi dispărută). |                              |                                               |      |                |
| Străulea (Pavel)Paul            | Streoulia Paul                        | locotenent-major | a V-a                        | Jina                                          | x    | x              |
| Strâmbu Gheorghe senior         | Strîmbu Georg sen                     | locotenent-major | I-a                          | Vad                                           |      |                |
| Strâmbu Gheorghe junior         | Strîmbu Georg jun.                    | sublocotenent |                              |                                               |      | x              |
| Șandru (Sandor)Nicolae          | Sandor Nikolaus                       | sublocotenent |                              | Viștea de Jos                                 |      |                |
| Șăndruc Iosif                   | Schondruk Josef                       | căpitan |                              | Margineni                                     |      | x              |
| Șăndruc Matei                   | Schondruk Matei                       | căpitan | a X-a a XI-a                 | Mărgineni                                     | x    | x              |
| Tofan Vasile                    | Toffan Basilius                       | preot militar |                              |                                               |      |                |
| Tonciu Andrei                   | Tontsch Andreas                       | locotenent-major |                              |                                               |      |                |
| Tonciu Iacob                    | Tontsch sau Tontz Jacov               | căpitan-locotenent |                              |                                               |      |                |
| Tulbaș Gheorghe                 | Tulbasch Georg                        | sublocotenent | a VII-a a X-a                | Veștem                                        |      |                |
| Tulbaș Mihai                    | Tulbasch Michael                      | maior | a VII-a a IX-a a X-a a XII-a | Veștem                                        |      |                |
| Turbat Petru                    | Turbath Peter                         | maior | a II-a                       | Monor                                         |      |                |
| Țepean (Cepean)Ignat            | Zeppan sau Czeppan Ignaz              | auditor |                              |                                               |      |                |
| David Urs de Margineni          | Ursz de Margina Freiherr David        | colonel | a X-a a IX-a a VII-a         | Mărgineni                                     | x    | x              |
| Urs Ioan de Margina             | Ursz de Margina Johann                | căpitan |                              | Mărgineni                                     |      |                |
|                                 |                                       | Nepotul colonelului David Urs, a fost secretar și semnatar al petiției grănicerilor la adunarea de la Orlat în 1848. |                              |                                               |      |                |
| Urs Samoilă                     | Urs sau Ursz Samuel                   | locotenent-major | a VII-a                      |                                               |      |                |
| Vărăran Anton                   | Wararean sau Wararan Anton            | locotenent-major |                              | Sântioana                                     |      |                |
| Velțan Ștefan                   | Weltzan Stephan                       | maior | a X-a                        | Veștem                                        |      |                |
| Verindean Dumitru               | Werindian Demeter                     | locotenent-major |                              |                                               |      |                |
| Viteazu Simion                  | Vitesz Simon                          | sublocotenent |                              |                                               |      |                |
| Vlad Ioan                       | Wlad Johann                           | sublocotenent | a IX-a                       |                                               |      |                |
| Voila Ioan                      | Voilaj sau Woitay Johann              | preot militar |                              |                                               |      |                |
| Vornica Ioan                    | Vornika sau Wornika Johann            | căpitan |                              | Vad                                           |      |                |
|                                 |                                       | Semnatar și secretar al Adunării generale a regimentului din 10-11/09/1848 de la Orlat. A fost locotenent-major 1851-1858 și în 1859 devine căpitan clasa I. |                              |                                               |      |                |